# Radzowiczanie

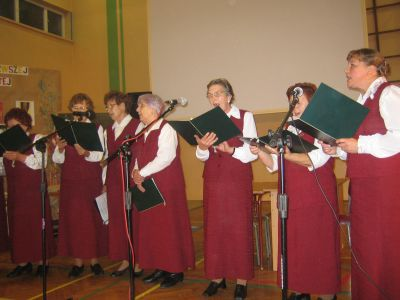
Radzowiczanki

Radzowiczanie (Radzowiczanki) – zespół muzyczny z Radzowic wykonujący piosenki ludowe, biesiadne i kościelne. Powstał w roku 2002 - pierwszy publiczny występ nastąpił 2 czerwca 2002 na festynie z okazji Dnia Dziecka i Święta Szkoły (boisko szkolne przy Szkole Podstawowej w Radzowicach, następny na Dożynkach w Miłowicach (wrzesień 2002). Od tej pory panie wielokrotnie śpiewały na wielu uroczystościach, m.in. festynach szkolnych, dożynkach, Dniach Dziadowej Kłody. 18 czerwca 2005 wystąpiły w Oleśnicy na Powiatowych Prezentacjach Kulturalnych. Zespół grał początkowo pod kierunkiem i z akompaniamentem Władysława Kazimierczaka, w roku 2005 jego miejsce zajął Andrzej Kokott. W maju 2006 zespół zajął pierwsze miejsce w Liście Przebojów Ludowych Polskiego Radia Wrocław. W lipcu 2006 ukazała się płyta CD (22 piosenki i rozmowa z zespołem). We wrześniu 2006 zespół zajął I miejsce w Pierwszym Festiwalu Kapel Ludowych w Szklarskiej Porębie, w roku 2007 
brał udział w VIII Regionalnym Przeglądzie Zespołów Kolędniczych "Z Kolędą po Kresach" w Zagrodnie oraz w Międzygminnym Przeglądzie Grup Kolędniczych w Boguszycach. W marcu 2007 zespół zajął drugie miejsce w plebiscycie "Gazety Sycowskiej" na Człowieka Roku.

W roku 2011 z uwagi na panów w składzie zespołu została zmieniona nazwa z Radzowiczanki na Radzowiczanie
Skład zespołu:
- Janina Bulak
- Józefa Kamieniak
- Wanda Kamińska
- Anna Kowalska
- Krystyna Łach - liderka zespołu
- Teresa Łach
- Zofia Mielcarek
- Dorota Polewka
- Jadwiga Polewka
- Stefania Polewka
- Stanisława Powąska
- Kamila  Wilczek
- Danuta Świtoń
- Zbigniew Kowalski

Kierownictwo muzyczne: Andrzej Kokott.